# کنوانسیون تنوع زیستی
کنوانسیون تنوع زیستی (به انگلیسی: Convention on Biological Diversity به اختصار CBD) معاهده‌ای بین‌المللی است که در ژوئن ۱۹۹۲ میلادی و در خلال برگزاری کنفرانس محیط زیست و توسعه سازمان ملل در ریودوژانیرو برزیل به تصویب رسید و در ۲۹ دسامبر سال ۱۹۹۳ لازم‌الاجرا شد. اهداف این کنوانسیون بر طبق مادهٔ یک آن عبارت از حفظ تنوع زیستی، استفاده پایدار از گونه‌ها و سهیم‌شدن عادلانه و برابر در مزایای حاصل از کاربرد منابع ژنتیکی، از جمله از طریق دسترسی مناسب به منابع ژنتیکی و انتقال صحیح تکنولوژی‌های مربوط به آن، با در نظر گرفتن‌ همه حقوق مربوط به آن منابع و تکنولوژی‌ها، همچنین از طریق تأمین مالی لازم می‌باشد.

## دبیر اجرایی
از آوریل ۲۰۲۴، آسترید شوماکر، دبیر اجرایی موقت است. دبیران اجرایی قبلی عبارت بودند از: دیوید کوپر (۲۰۲۳-۲۰۲۴)، الیزابت ماروما مرما (۲۰۲۰-۲۰۲۳)، کریستینا پاسکا پالمر (۲۰۱۷-۲۰۱۹)، براولیو فریرا د سوزا دیاس (۲۰۱۲-۲۰۱۷)، احمد جوغلاف (۲۰۰۶-۲۰۱۲)، حمدالله زدان (۱۹۹۸-۲۰۰۵)، کالستوس جوما (۱۹۹۵-۱۹۹۸) و آنجلا کراپر (۱۹۹۳-۱۹۹۵).